# Bezirk Linz-Land
Der Bezirk Linz-Land ist ein politischer Bezirk des Landes Oberösterreich. Er umfasst das südliche Vorland von Linz. Der Bezirk ist der nach Einwohnerzahlen zweitgrößte Bezirk in Oberösterreich, nach Linz-Stadt.

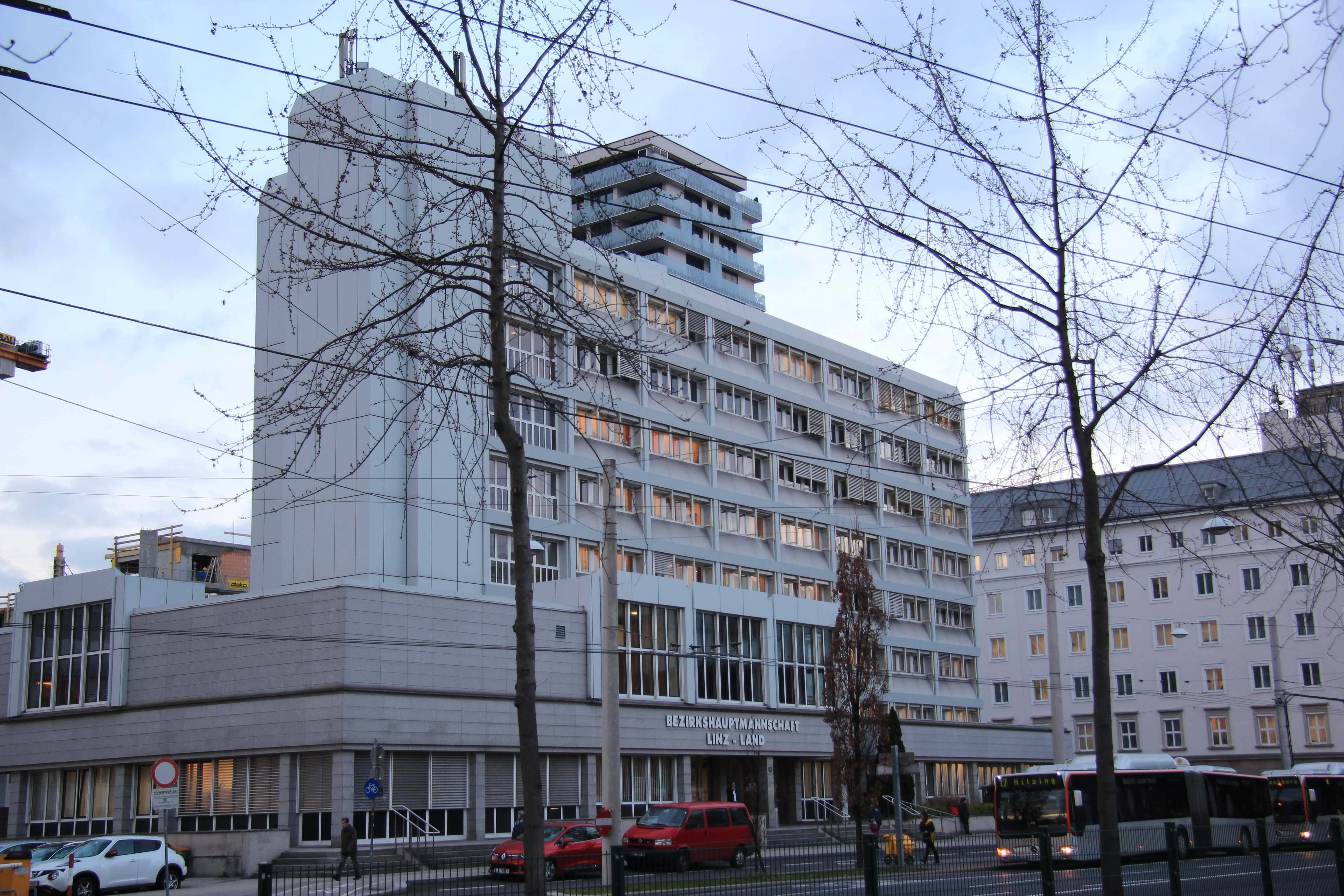
Bezirkshauptmannschaft Gebäude an der Kärntnerstraße

## Geschichte
Der Bezirk wurde 1868 geschaffen und umfasste das Gebiet rund um Linz. Im Jahr 1903 wurden die Gerichtsbezirke Urfahr und Ottensheim an den neu errichteten Bezirk Urfahr abgetreten. Als Ersatz kam der Gerichtsbezirk Neuhofen an der Krems von der BH Steyr-Land hinzu. Zwischen 1939 und 1945 wurden die beiden Gerichtsbezirke Urfahr und Ottensheim wieder von Linz-Land verwaltet. Bis Ende 2004 war der Bezirk Linz-Land in die drei Gerichtsbezirke Linz-Land, Enns und Neuhofen an der Krems unterteilt. Nach der Auflösung von Neuhofen und der Umbenennung des Gerichtsbezirkes Linz-Land bestanden zwischen 2005 und 2014 nur noch die Gerichtsbezirke Traun und Enns. 2014 wurde auch das Bezirksgericht Enns aufgelöst und dessen Gemeinden dem Gerichtsbezirk Steyr zugeordnet. Der Umstand, dass der Sprengel des Bezirksgerichtes Steyr sich damit aber auf mehrere Bezirke erstreckte, beschäftigte den Verfassungsgerichtshof.

## Angehörige Gemeinden
Der Bezirk Linz-Land umfasst 22 Gemeinden, davon vier Städte und sieben Marktgemeinden. Die Einwohnerzahlen stammen vom 1. Jänner 2024.

Gemeinden des Bezirks Linz-Land

| Gemeinde                 | Lage | Ew     | km²   | Ew / km² | Gerichtsbezirk | Region | Typ             | Foto | Metadaten         |
| ------------------------ | ---- | ------ | ----- | -------- | -------------- | ------ | --------------- | ---- | ----------------- |
| Allhaming                |      | 1.259  | 14,24 | 88       | Traun          |        | Gemeinde        | ja   | Gem.Kennz.: 41001 |
| Ansfelden                |      | 18.251 | 31,35 | 582      | Traun          |        | Stadt- gemeinde | ja   | Gem.Kennz.: 41002 |
| Asten                    |      | 7.058  | 8,48  | 832      | Steyr          |        | Markt- gemeinde | ja   | Gem.Kennz.: 41003 |
| Eggendorf im Traunkreis  |      | 1.158  | 9,29  | 125      | Traun          |        | Gemeinde        | ja   | Gem.Kennz.: 41004 |
| Enns                     |      | 12.265 | 33,29 | 368      | Steyr          |        | Stadt- gemeinde | ja   | Gem.Kennz.: 41005 |
| Hargelsberg              |      | 1.443  | 17,89 | 81       | Steyr          |        | Gemeinde        | ja   | Gem.Kennz.: 41006 |
| Hofkirchen im Traunkreis |      | 2.082  | 13,91 | 150      | Steyr          |        | Gemeinde        | ja   | Gem.Kennz.: 41008 |
| Hörsching                |      | 6.522  | 20,00 | 326      | Traun          |        | Markt- gemeinde | ja   | Gem.Kennz.: 41007 |
| Kematen an der Krems     |      | 3.093  | 21,54 | 144      | Traun          |        | Gemeinde        | ja   | Gem.Kennz.: 41009 |
| Kirchberg-Thening        |      | 2.551  | 15,90 | 160      | Traun          |        | Gemeinde        | ja   | Gem.Kennz.: 41010 |
| Kronstorf                |      | 3.528  | 21,34 | 165      | Steyr          |        | Markt- gemeinde | ja   | Gem.Kennz.: 41011 |
| Leonding                 |      | 29.096 | 24,04 | 1210     | Traun          |        | Stadt- gemeinde | ja   | Gem.Kennz.: 41012 |
| Neuhofen an der Krems    |      | 6.845  | 18,01 | 380      | Traun          |        | Markt- gemeinde | ja   | Gem.Kennz.: 41014 |
| Niederneukirchen         |      | 2.108  | 20,83 | 101      | Steyr          |        | Gemeinde        | ja   | Gem.Kennz.: 41015 |
| Oftering                 |      | 2.137  | 13,50 | 158      | Traun          |        | Gemeinde        | ja   | Gem.Kennz.: 41016 |
| Pasching                 |      | 7.718  | 12,48 | 619      | Traun          |        | Gemeinde        | ja   | Gem.Kennz.: 41017 |
| Piberbach                |      | 2.047  | 17,35 | 118      | Traun          |        | Gemeinde        | ja   | Gem.Kennz.: 41018 |
| Pucking                  |      | 4.208  | 19,67 | 214      | Traun          |        | Markt- gemeinde | ja   | Gem.Kennz.: 41019 |
| St. Florian              |      | 6.318  | 44,17 | 143      | Steyr          |        | Markt- gemeinde | ja   | Gem.Kennz.: 41013 |
| St. Marien               |      | 5.154  | 37,65 | 137      | Traun          |        | Gemeinde        | ja   | Gem.Kennz.: 41020 |
| Traun                    |      | 25.171 | 15,49 | 1625     | Traun          |        | Stadt- gemeinde | ja   | Gem.Kennz.: 41021 |
| Wilhering                |      | 6.176  | 29,97 | 206      | Traun          |        | Markt- gemeinde | ja   | Gem.Kennz.: 41022 |

## Mittelpunkt
Der Flächenschwerpunkt des Bezirkes Linz-Land liegt in der Katastralgemeinde Nettingsdorf, Gemeinde Ansfelden (⊙).